# 约翰尼·卡多佐
若昂·卢卡斯·德索萨·卡多佐（葡萄牙語：João Lucas de Souza Cardoso；2001年9月20日—），通称約翰尼·卡多佐（英語：Johnny Cardoso），是一名美國的職業足球運動員，現時效力西甲球隊馬德里體育會及美國國家男子足球隊。

## 榮譽

### 國家隊
美國國家隊
- 中北美洲及加勒比海國家聯賽冠軍：2022–23[5]，2023–24[6]

## 外部連結
- 约翰尼·卡多佐在美國足球協會